# Саагри (Сетомаа)
Са́агри (эст. Saagri), на местном диалекте также Са́гре (Sagre) и Са́гры (Sagrõ)  — деревня в волости Сетомаа уезда Вырумаа, Эстония. Исторически относится к нулку Лухамаа.
До административной реформы местных самоуправлений Эстонии 2017 года входила в состав волости Миссо.

## География и описание
Расположена недалеко от границы Эстонии и России, в 26 километрах к юго-востоку от уездного центра — города Выру — и в 39 километрах к юго-западу от волостного центра — посёлка Вярска. Высота над уровнем моря — 192 метра.
Климат переходный от морского к континентальному. Официальный язык — эстонский. Почтовый индекс — 65030.

## Население
По данным переписи населения 2021 года, в Саагри проживали 11 человек (7 мужчин и 4 женщины), все — эстонцы; численность детей в возрасте до 17 лет составила 5 человек, число лиц пенсионного возраста (65 лет и старше) — 3 человека.
По данным переписи населения 2011 года, в деревне было 9 жителей, все — эстонцы (сету в перечне национальностей выделены не были).
Численность населения деревни Саагри:
| Год  | 1959 | 1970 | 2000 | 2011 | 2017 | 2018 | 2019 | 2020 | 2021 |
| ---- | ---- | ---- | ---- | ---- | ---- | ---- | ---- | ---- | ---- |
| Чел. | 8    | ↘ 4  | ↗ 10 | ↘ 9  | ↘ 5  | ↗ 8  | → 8  | → 8  | ↗ 11 |

## История
В письменных источниках 1792 года упоминается Жагры, 1849 года — Жаусы Саницы (*Жагры Синицы), 1869 года — Жагрья, 1872 года — Sagre, 1882 года — Жагры (Синицы), 1904 года — Sagrõ, Saagri, Жагры́ Сини́цъ.
На военно-топографических картах Российской империи (1866–1867 годы), в состав которой входила Лифляндская губерния, деревня обозначена как Жагры.
в XIX веке деревня входила в общину Железово и относилась к приходу Панкъявица.
В 1977–1997 годах Саагри была частью деревни Тиасты.

## Происхождение топонима
Используя словарный запас эстонского языка, в качестве основы топонима можно предложить слово из местного диалекта ′sagri′ ~ ′sagris′ («косматый») или ′sagar′ («дверная петля», «крючок»; «дождевой шквал»; «гроздь»). Возможно также происхождение названия деревни от личного имени. Эстонский этнограф и языковед Юри Труусманн объясняет происхождение топонима от латышско-литовского слова в значении «кустарник».
Для русского названия Жагры предлагается слово ′жагра′ — «часть пистолетного затвора»; «запал у старинной пушки». Также можно привести для сравнения названия деревень Загривье (за- + грива),  Жагорево в Псковской области и Жагаре в Литве.